# Соколиные горы
Соколиные горы — ландшафтный заказник, расположенный в Ровненском районе Ровненской области Украины. Охватывает крутые берега реки Случь, от села Бельчаки до села Губков. На этом участке река протекает между крутых, поросших лесом скалистых берегов, которые сложены гранитами и гнейсами палеопротерозойского возраста.
Одной из самых живописных скал является скала Князь-гора, возвышающаяся над окружающим ландшафтом на 60-70 метров. На её вершине сохранились руины средневекового Губковского замка и остатки городища древлян.